# اکوویل (ویرجینیای غربی)
اکوویل(به انگلیسی: Accoville) شهری در ایالت ویرجینیای غربی کشور ایالات متحده آمریکا است که جمعیت آن در سرشماری سال ۲۰۱۰ میلادی، ۵۷۴ نفر بوده‌است.